# Trofim z Arles
Trofim z Arles – według tradycji chrześcijańskiej pierwszy biskup Arles i pierwszy apostoł Galii żyjący w III wieku, święty Kościoła katolickiego.
W III wieku papież Fabian wysłał z Rzymu do Galii siedmiu biskupów. Wśród nich znajdował się Trofim. Natomiast według lokalnej tradycji uważa się, że Trofim do Galii został wysłany przez św. Piotra. Wspomina również o nim św. Grzegorz z Tours.
Od IX w. w Arles rozwinął się kult św. Trofima. Kult ten rozpowszechnił się tak bardzo, że u jego grobu zatrzymywały się liczne pielgrzymki zmierzające do Composteli.
Jego wspomnienie liturgiczne obchodzone jest w Kościele katolickim 29 grudnia.